# Oxycera
Genre
Oxycera est un genre d'insectes diptères brachycères (= à antennes courtes) de la famille des Stratiomyidae, de la sous-famille des Stratiomyinae et de la tribu des  Oxycerini.

## Liste d'espèces
En Europe, selon Fauna Europaea (9 févr. 2015) :
- Oxycera analis
- Oxycera centralis
- Oxycera dives
- Oxycera fallenii
- Oxycera flava
- Oxycera germanica
- Oxycera grancanariensis
- Oxycera grata
- Oxycera leonina
- Oxycera limbata
- Oxycera locuples
- Oxycera lyrifera
- Oxycera marginata
- Oxycera meigenii
- Oxycera morrisii
- Oxycera muscaria
- Oxycera nigricornis
- Oxycera pardalina
- Oxycera pseudoamoena
- Oxycera pygmaea
- Oxycera rara
- Oxycera stigmosa
- Oxycera terminata
- Oxycera trilineata
- Oxycera varipes

En Amérique, selon ITIS (9 févr. 2015), de nombreuses espèces sont connues.